# Hejőbába
Hejőbába ist eine ungarische Gemeinde im Kreis Tiszaújváros im Komitat Borsod-Abaúj-Zemplén.

## Geografische Lage
Hejőbába liegt in Nordungarn, ungefähr 25 Kilometer südöstlich des Komitatssitzes Miskolc, 8 Kilometer südwestlich der Kreisstadt Tiszaújváros und zwei Kilometer östlich des Flusses Hejő. Nachbargemeinden im Umkreis von fünf Kilometern sind Nemesbikk, Hejőpapi, Szakáld und Sajószöged.

## Sehenswürdigkeiten
- Römisch-katholische Kirche Győzedelmes Szűz Mária
- Reformierte Kirche, erbaut im 18. Jahrhundert
- Weltkriegsdenkmal (I. világháborús emlék)

## Verkehr
In Hejőbába treffen die Landstraßen Nr. 3309, Nr. 3311 und Nr. 3312 aufeinander. Der Personenverkehr an dem westlich der Gemeinde liegenden Bahnhof Hejőbába-Hejőpapi wurde 2007 eingestellt, so dass Reisende die Bahnhöfe in Hejőkeresztúr oder Tiszaújváros nutzen müssen.

## Galerie

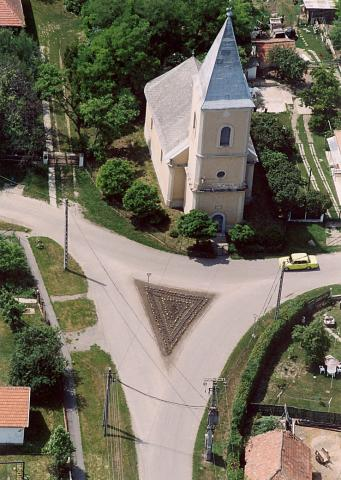
Blick auf die reformierte Kirche
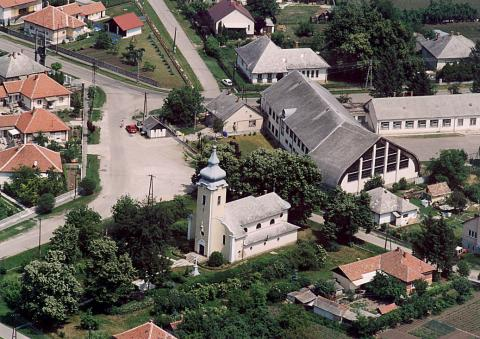
Blick auf die röm.-kath. Kirche Győzedelmes Szűz Mária